# Крістобаль Монторо
Крістобаль Рікардо Монторо Ромеро (ісп. Cristóbal Ricardo Montoro Romero; нар. 28 липня 1950, Хаен) — іспанський політик, член Народної партії. Міністр фінансів в уряді Маріано Рахоя. Вчений-економіст.

## Біографія
Монторо вивчав економічні науки в Мадридському автономному університеті і закінчив його в 1973 році. У 1981 році отримав ступінь доктора. У 1973–1982 роках — доцент університету, а в 1982–1988 роках — професор. У 1989 році отримав звання професора в Кантабрійському університеті.
Монторо — депутат Конгресу депутатів. У 2004-2008 роках входив до складу Європейського парламенту.
У 1996–2000 роках обіймав посаду державного секретаря в міністерстві економіки Іспанії. У 2000–2004 роках працював на посаді міністра фінансів Іспанії. Знову призначений на цю посаду в уряді Маріано Рахоя 21 грудня 2011.